# Achyranthes aspera
Achyranthes aspera är en amarantväxtart som beskrevs av Carl von Linné. Achyranthes aspera ingår i släktet Achyranthes och familjen amarantväxter.

## Underarter
Arten delas in i följande underarter:
- A. a. aspera
- A. a. nigro-olivacea
- A. a. obtusifolia
- A. a. pubescens
- A. a. sicula

## Bildgalleri

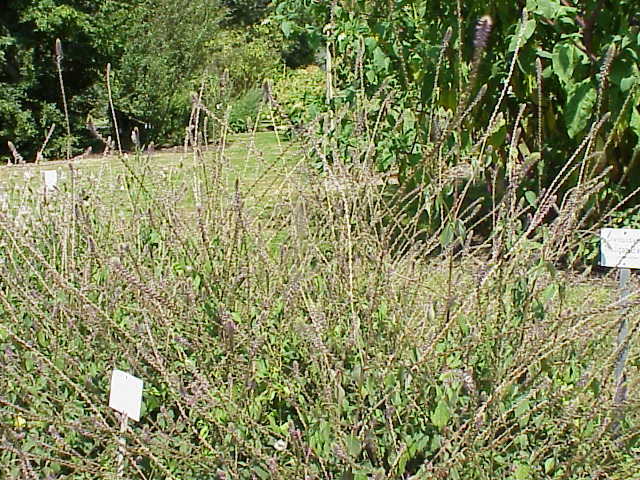
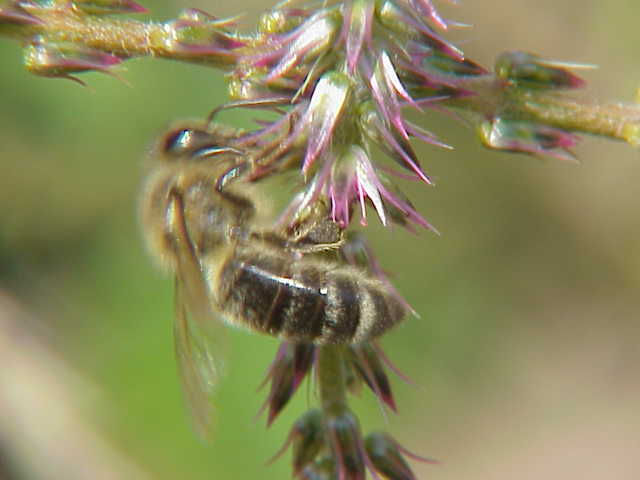
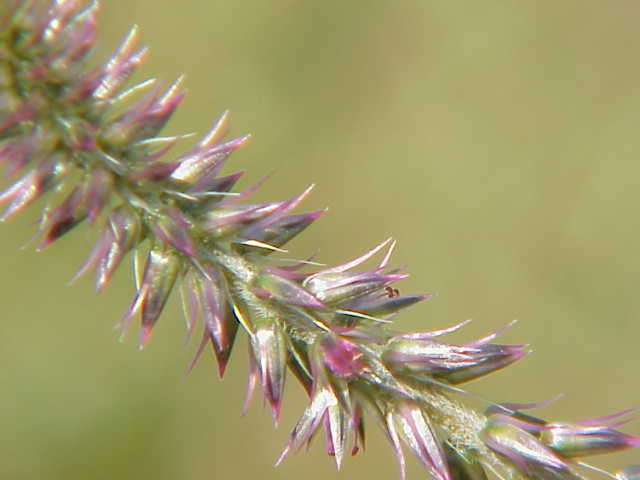
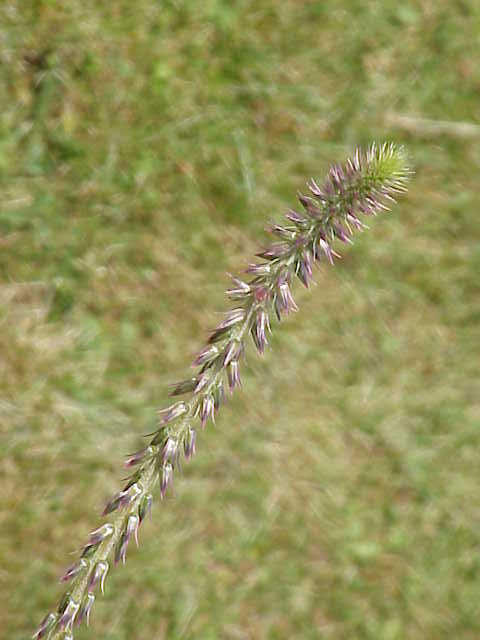
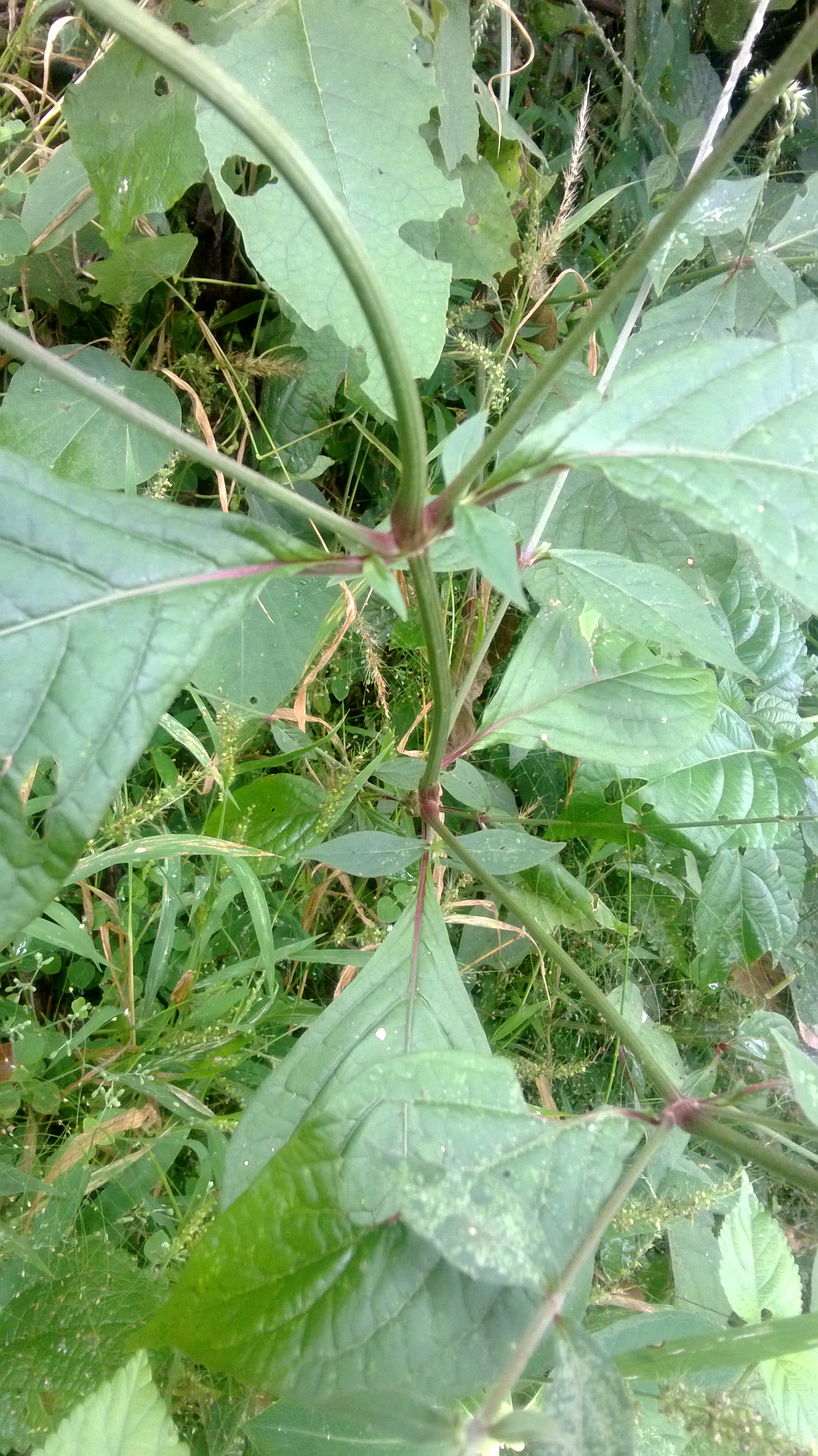
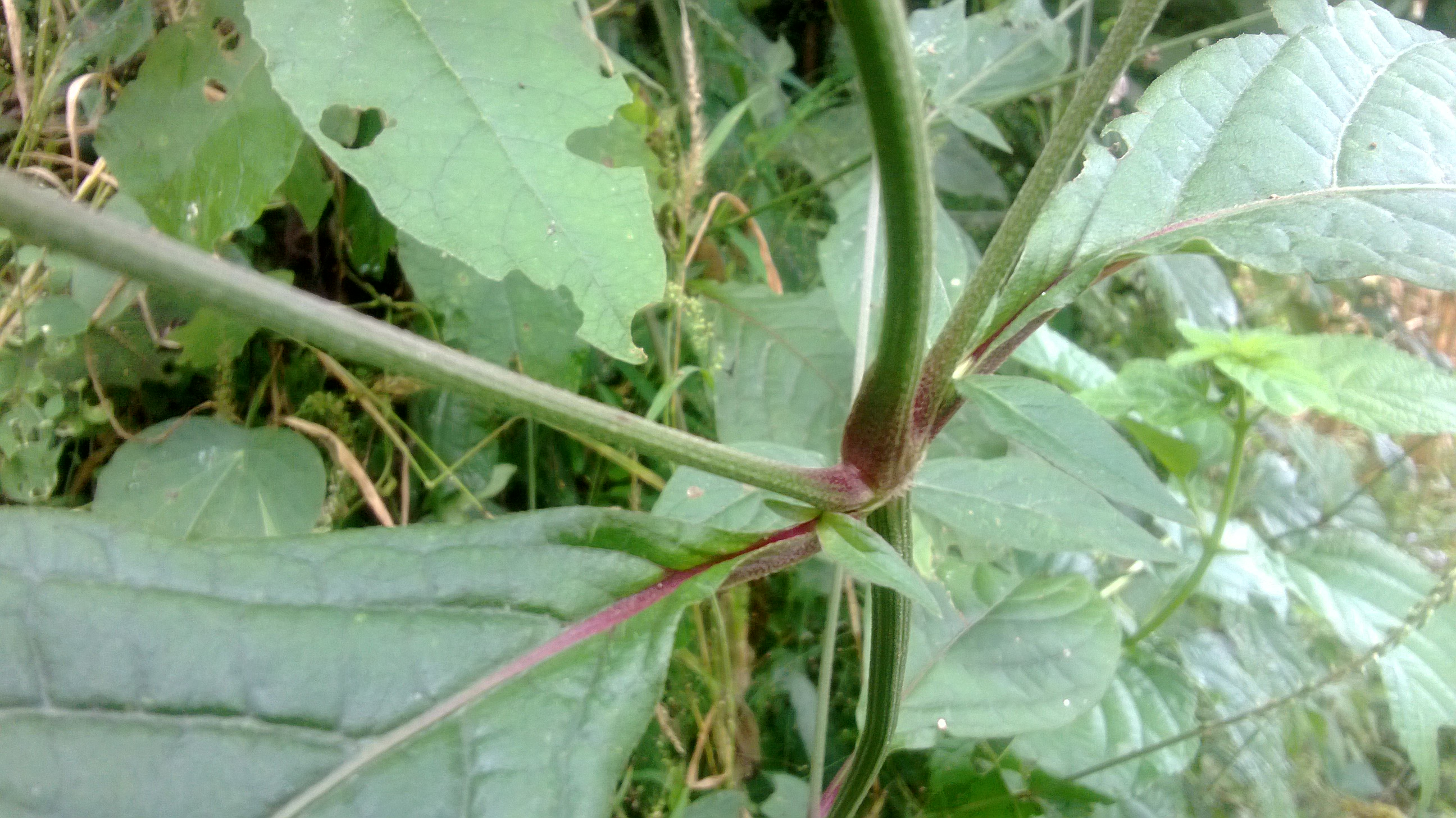